# Byöfjärden
Byöfjärden är en fjärd i Finland. Den ligger i landskapet Österbotten, i den västra delen av landet, 400 km nordväst om huvudstaden Helsingfors. 
Byöfjärden ligger mellan Byön och Rönnskäret. Den ansluter till Stenfjärden i norr och Rönnskärsfjärden i väster. I söder finns en kanal mellan Byön och Långskäret som förbinder Byöfjärden med Skärifjärden.